# Ascetocythere veruta
Ascetocythere veruta är en kräftdjursart som beskrevs av Hobbs och Walton 1975. Ascetocythere veruta ingår i släktet Ascetocythere och familjen Entocytheridae. Inga underarter finns listade i Catalogue of Life.